# Закон України «Про захист прав споживачів» (2023)
Закон України «Про захист прав споживачів» — Закон України, що регулює відносини між споживачами товарів, робіт і послуг та суб'єктами господарювання — виробниками, продавцями, виконавцями робіт та надавачами послуг, встановлює права споживачів, а також визначає механізми їх захисту та основи реалізації державної політики у сфері захисту прав споживачів.

## Прийняття
Проєкт нового «євроінтеграційного» закону розроблено з метою наближення національного законодавства про захист прав споживачів до законодавства Європейського Союзу та гармонізації системи захисту прав споживачів в Україні з принципами, підходами та практиками ЄС.
На даний час в Україні чинний Закон «Про захист прав споживачів» 1991 року з численними змінами та доповненнями. Він має ряд прогалин, зокрема ним не врегульовані питання захисту споживчих прав у сфері електронної торгівлі, відсутні дієві механізми захисту від нечесної торговельної діяльності, неефективний захист прав споживачів при гарантійному обслуговуванні продукції тощо. З іншої сторони, у чинному Законі існують норми, які взагалі не працюють, або є занадто обтяжливими для бізнесу.
Урядовим законопроєктом запропоновано імплементувати ряд законодавчих актів ЄС та, зокрема, визначити:
- принципи, на яких ґрунтується захист прав споживачів;
- права та обов'язки споживачів в електронній торгівлі;
- суб'єкти системи захисту прав споживачів;
- питання врегулювання споживчих спорів;
- питання відповідальності за порушення законодавства про захист прав споживачів[3].

Закон прийнято 10.06.2023 р., підписано Президентом 05.07.2023 р.

### Набрання чинності
Закон набирає чинності через один рік з дня його опублікування, але не раніше дня припинення чи скасування воєнного стану в Україні, крім окремих положень. Таким чином, точна дата набрання чинності невідома.

## Зміст
Закон складається з дев'яти розділів (у тому числі Прикінцеві та перехідні положення) та 44 статей.
Стаття 1. Визначення термінів
Стаття 2. Сфера дії Закону
Стаття 4. Права та обов'язки споживачів
Стаття 5. Право споживача на безпечність товару та його належну якість
Стаття 6. Гарантійні зобов'язання суб'єкта господарювання у разі виявлення недоліку товару
Стаття 7. Права споживача у разі придбання товару з недоліком
Стаття 8. Права споживача у разі придбання непридатного чи небезпечного харчового продукту
Стаття 9. Права споживача у разі порушення умов договору про виконання робіт (надання послуг)
Стаття 10. Права споживача у разі здійснення попередньої оплати за продукцію
Стаття 11. Вимоги до зазначення ціни продукції
Стаття 12. Право споживача на споживчу освіту та/або просвіту
Стаття 13. Право споживача на інформацію про продукцію
Стаття 14. Права споживача під час торговельного та інших видів обслуговування
Стаття 16. Портал е-покупець
Стаття 17. Право споживача на інформацію у разі укладення договору поза торговельним чи офісним приміщенням або дистанційного договору
Стаття 18. Права споживача під час придбання продукції у суб'єкта електронної комерції
Стаття 19. Вимоги до договору, який укладається поза торговельним чи офісним приміщенням, або дистанційного договору
Стаття 20. Право споживача на доставку товару, придбаного шляхом укладення договору поза торговельним чи офісним приміщенням або дистанційного договору
Стаття 21. Право споживача на відмову від договору, укладеного поза торговельним чи офісним приміщенням, або дистанційного договору
Стаття 22. Обов'язки споживача під час придбання продукції у суб'єктів електронної комерції
Стаття 24. Заборона нечесної комерційної практики
Стаття 25. Вимоги щодо вразливих категорій споживачів
Стаття 26. Комерційна практика, що вводить в оману
Стаття 27. Види комерційної практики, що вводить в оману
Стаття 28. Агресивна комерційна практика
Стаття 30. Суб'єкти системи захисту прав споживачів
Стаття 31. Повноваження центрального органу виконавчої влади, що забезпечує формування державної політики у сфері захисту прав споживачів
Стаття 32. Повноваження компетентного органу
Стаття 33. Повноваження інших державних органів, які здійснюють захист прав споживачів у відповідних сферах
Стаття 34. Повноваження органів місцевого самоврядування щодо захисту прав споживачів
Стаття 35. Розгляд скарг на дії або бездіяльність державних органів, які здійснюють захист прав споживачів у відповідних сферах, органів місцевого самоврядування, їх посадових осіб
Стаття 36. Громадські об'єднання споживачів
Стаття 38. Суб'єкти розгляду скарг у сфері захисту прав споживачів
Стаття 39. Порядок подання скарги споживачем суб'єкту господарювання
Стаття 40. Порядок позасудового врегулювання спорів
Стаття 41. Розгляд скарг компетентним органом
 Розділ IX. Прикінцеві та перехідні положення

## Новели
Закон поширює свою дію на відносини між споживачами та суб'єктами господарювання у сфері харчових продуктів. Визначається поняття електронного торговельного майданчика (маркетплейсу) та електронного сервісу порівняння продукції (прайс-агрегатора), врегульовується їх діяльність.
Держпродспоживслужбі надано повноваження вживати заходів щодо обмеження доступу до вебсайтів (недобросовісних електронних торговельних майданчиків). Для цього орган буде звертатися до провайдера інтернет-послуг.
Розширюються права громадських об'єднань споживачів: для них створюється юридична можливість проводити дослідження рівня якості та безпеки товарів, робіт і послуг на споживчому ринку. Водночас такі об'єднання звільняються від сплати судового збору, зокрема у справах щодо невизначеного кола споживачів.
Передбачається право споживачів здійснювати фото- чи відеофіксацію порушення своїх прав; право на безперешкодне та безоплатне відвідування споживачем санвузла (за наявності в місцях загального користування); право обирати спосіб оплати. Торговельні приміщення мають бути пристосовані до потреб осіб з інвалідністю та маломобільних груп населення.
Розширюється перелік різновидів продукції, яка не підлягає обміну чи поверненню.
Гарантійні строки (за винятком харчових продуктів):
- два роки — загальний;
- один рік — вживаного товару;
- десять років — на нерухомість;
- окремі — для технічно складних побутових товарів (прилади, машини, устаткування, товари із цифровим вмістом, що складаються з вузлів, блоків та комплектуючих).

Закон містить умови в разі придбання непридатного або небезпечного харчового продукту; умови щодо передоплати; права споживачів в інтернеті (а саме: на інформацію, на доставку, на відмову від договору).
Створюється спеціальний державний портал «е-Покупець»: кожен продавець, який хоче здійснювати торгівлю в інтернеті, повинен буде веріфікуватись за його допомогою і тільки потім вестиме свою діяльність на меркетплейсах.